# Joseph Lenzel
Joseph Lenzel,  né le 21 avril 1890 à Breslau dans la province de Silésie de l'Empire allemand, mort le 3 juillet 1942 au Camp de concentration de Dachau est un prêtre catholique allemand, assassiné par les nazis pour sa protection des droits et de la dignité des ouvriers polonais maltraités.

## Biographie

### Prêtrise
En 1911, il commence ses études de théologie à l’université de Breslau. Le 3 juin 1915, il reçoit les ordres à la cathédrale de Breslau. Tout de suite il devient vicaire à Wohlau (en polonais Wołów), et puis, en 1916, vicaire à Berlin-Pankow. En 1929 il devient recteur et en 1930 curé de la paroisse Sainte-Marie-Madeleine de Berlin-Niederschönhausen. Pendant la Deuxième Guerre mondiale il y a dans sa paroisse des ouvriers polonais contraints de venir travailler en Allemagne. Joseph Lenzel se préoccupe d’eux et les aide, mais cela est mal vu par les pouvoirs locaux nazis.

### La persécution et la mort

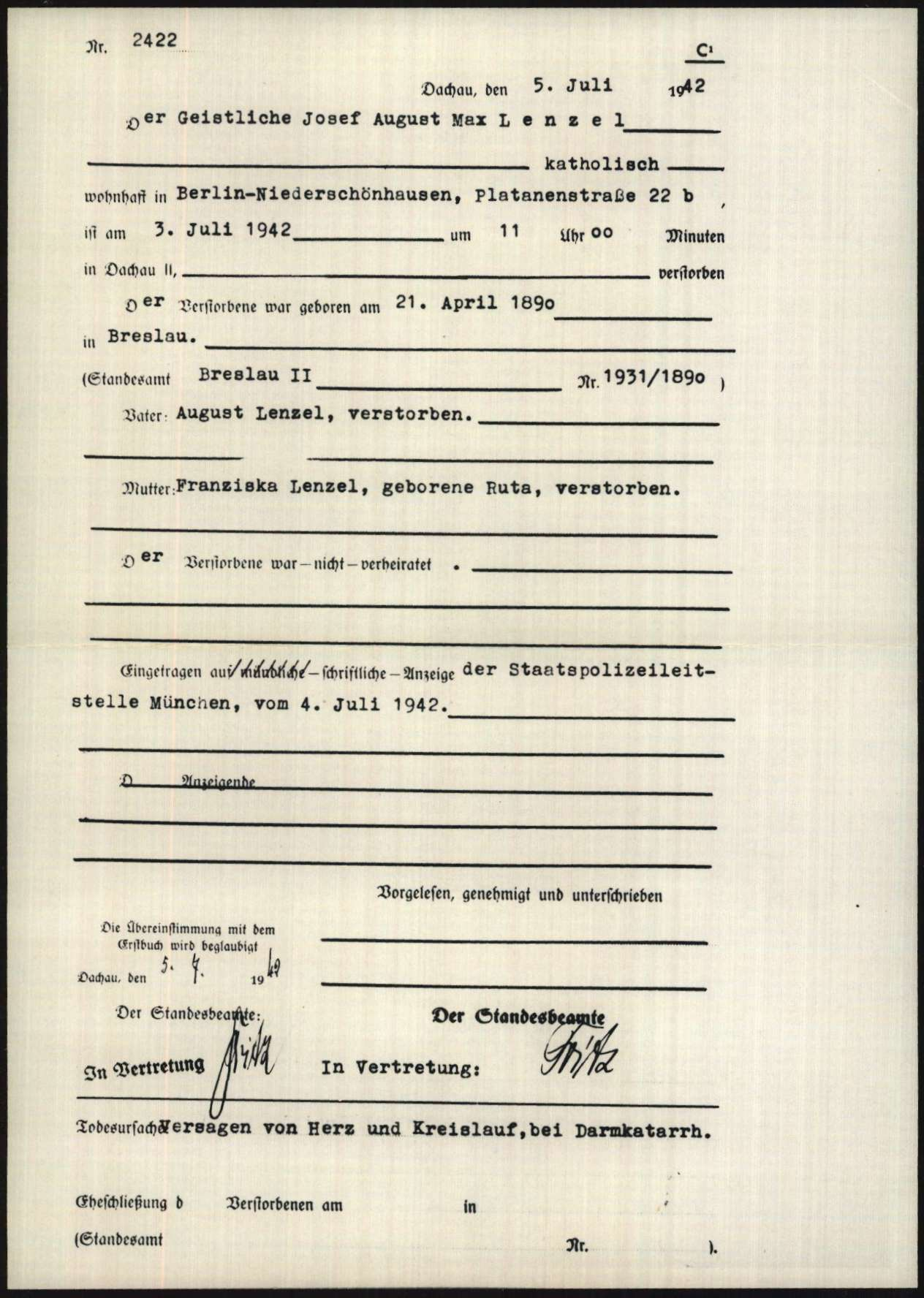
Acte de décès Josef Lenzel alors qu'il était prisonnier dans le camp de concentration nazi de Dachau. Cause de décès signalée: « Insuffisance cardiaque et circulatoire causée par un catarrhe intestinal. »

En janvier 1942, pendant les préparatifs pour la messe pour les Polonais, il est arrêté par la Gestapo et envoyé au camp de Dachau. Là, le 3 juillet 1942, à la suite des mauvais traitements et de l'épuisement, il meurt.

## Mémoire
- plaque commémorative dans la crypte de la cathédrale Sainte-Edwige de Berlin,
- plaque commémorative placé sur le tombeau symbolique en mémoire de Joseph Lenzel, près de la paroisse Sainte Marie Madeleine à Berlin-Niederschönhausen,
- rue dans le quartier Pankow-Niederschönhausen à Berlin nommée Pfarrer-Lenzel-Straße.

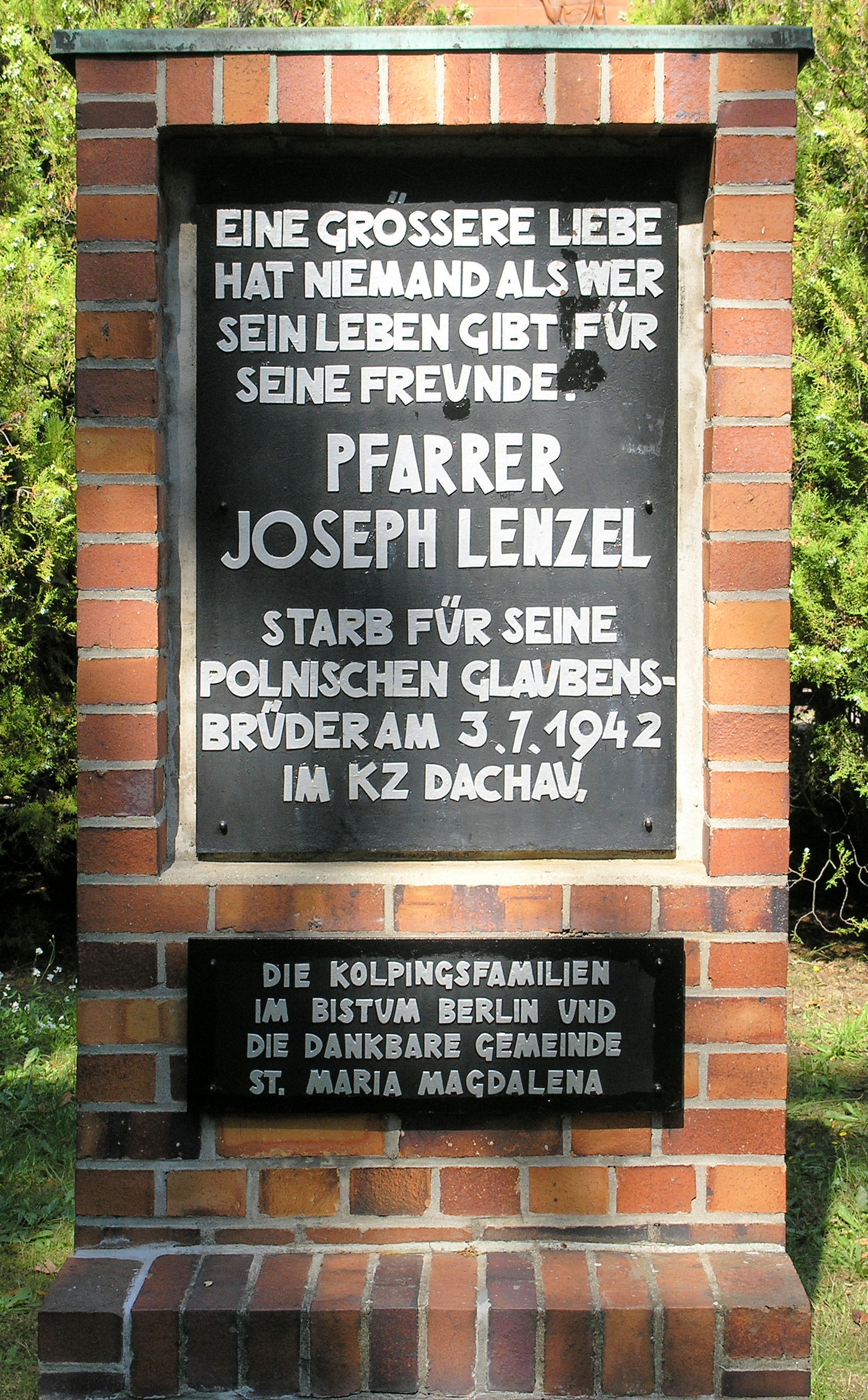
Plaque commémorative près de la paroisse Sainte-Marie-Madeleine 22 rue Platanenstraße à Berlin-Niederschönhausen en mémoire du père Joseph Lenzel, qui a « donné sa vie pour les Polonais – ses frères dans la foi
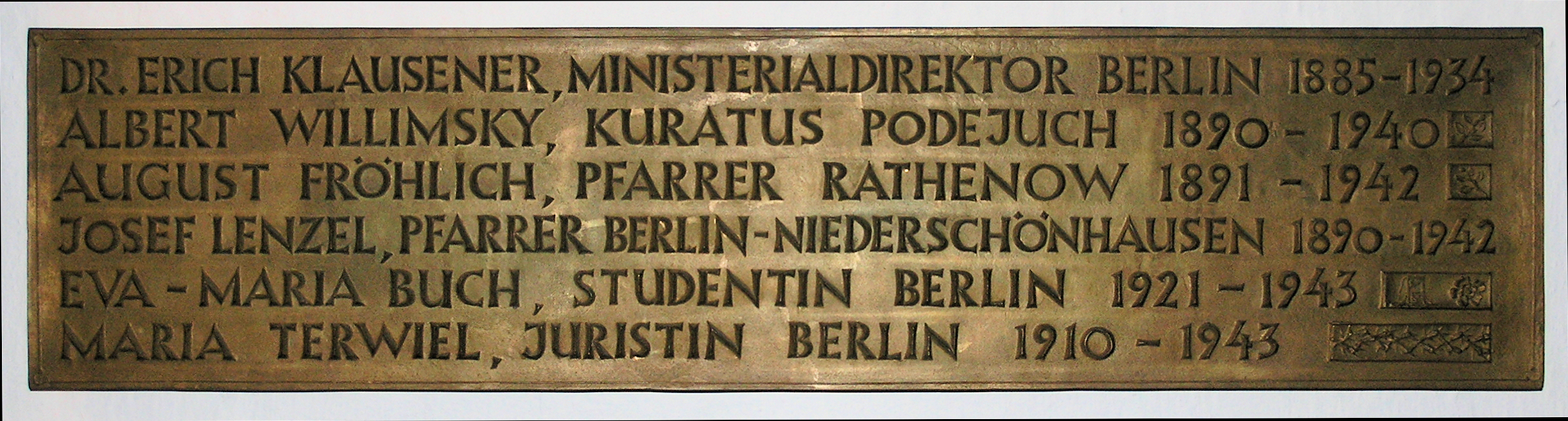
Une partie de la plaque commémorative qui se trouve à la cathédrale Sainte-Edwige à Berlin, à l’intention des catholiques de l’archidiocèse de Berlin tués pendant la guerre